# Autostrada A4 (Italien)
Die Autostrada A4 (italienisch für ‚Autobahn A4‘), auch Autostrada Serenissima genannt, ist eine italienische Autobahn im Norden des Landes, die die gesamte Po-Ebene von Turin aus über Mailand, Verona und Venedig nach Sistiana in der Nähe von Triest durchquert. Sie ist mit einer Länge von 517 km nach der A1 und der A14 die drittlängste Autobahn Italiens.
Die A4 galt schon immer als eine der wichtigsten nationalen und europäischen Verkehrsachsen, da sie die Iberische Halbinsel mit den Balkanstaaten verbindet.
Im März 2003 ereignete sich auf der A4 zwischen Cessalto und Noventa di Piave die folgenschwerste Massenkarambolage der italienischen Geschichte. Mehr als 250 Fahrzeuge krachten ineinander, dabei kamen 14 Menschen ums Leben, 98 weitere wurden verletzt, davon zehn lebensgefährlich.

## Abschnitte und Verlauf

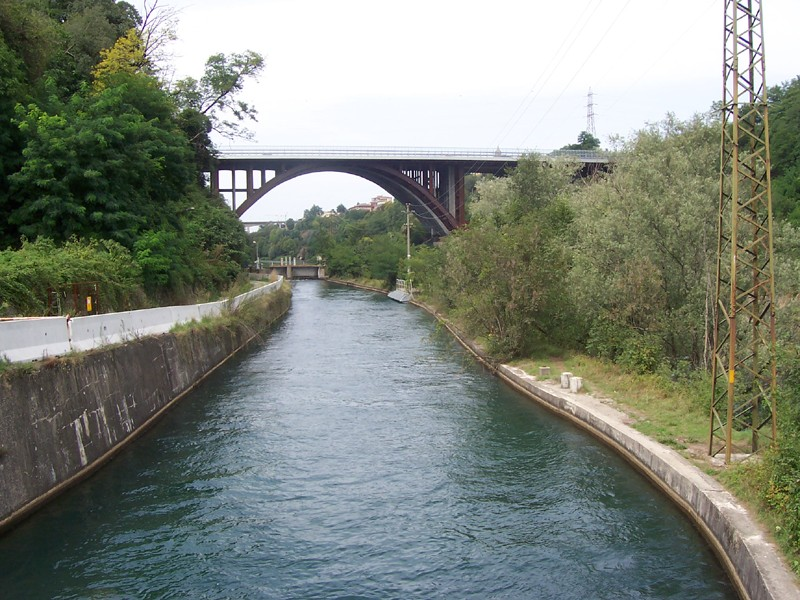
Brücke der A4 über die Adda

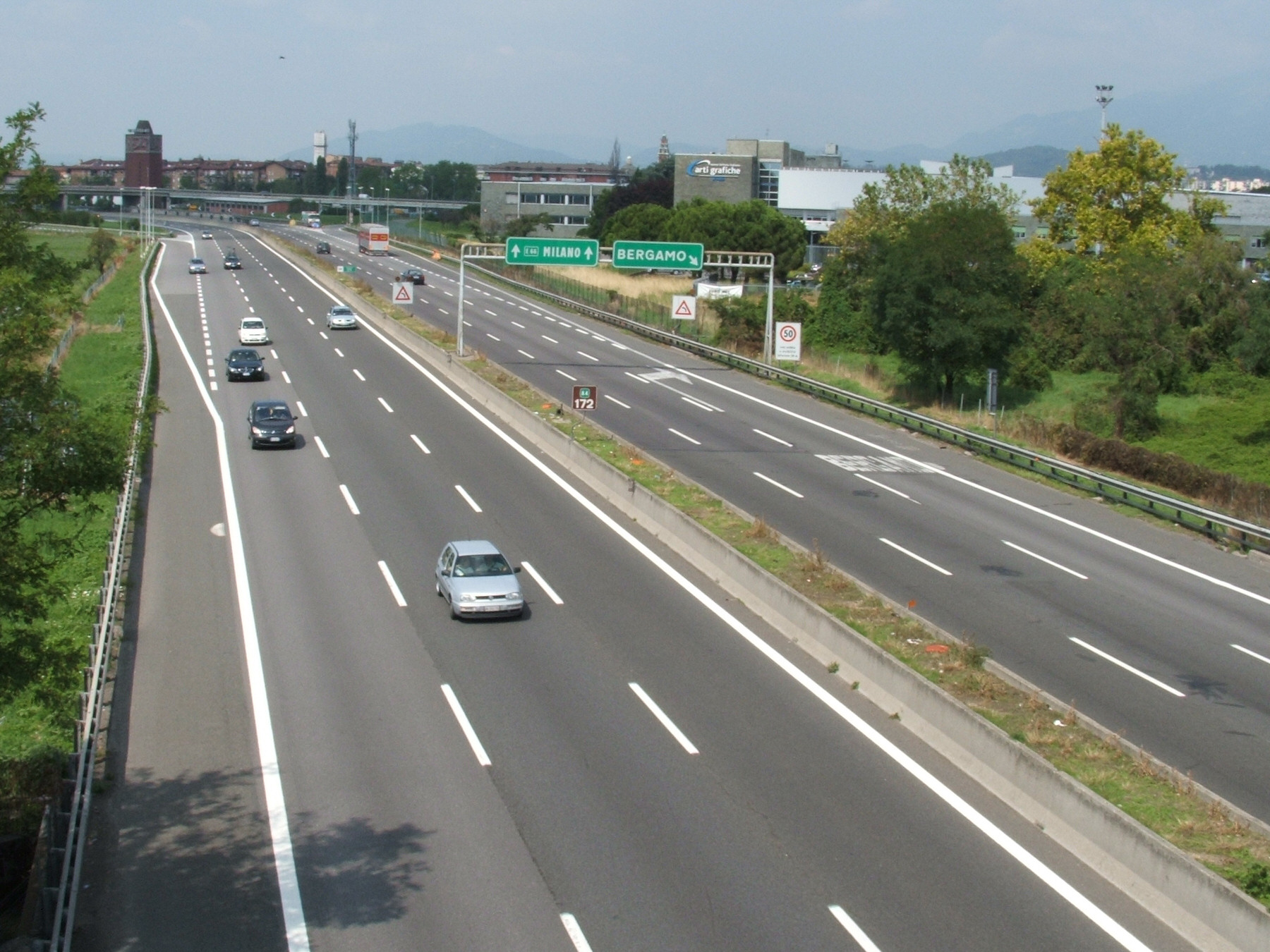
Anschlussstelle Bergamo

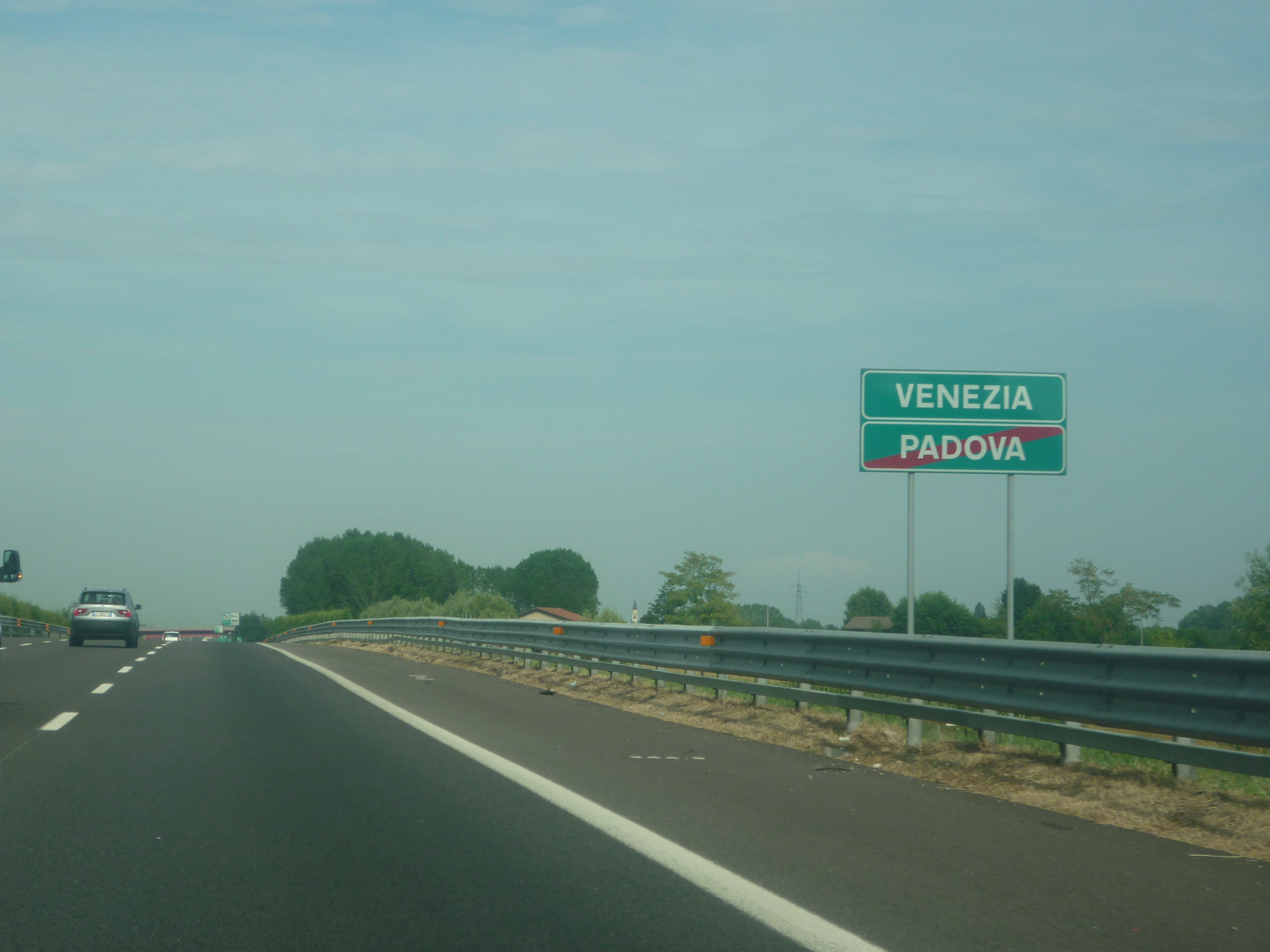
Provinzgrenze zwischen Padua und Venedig

Die Autobahn A4 durchquert auf ihrem Weg von Westen nach Osten die gesamte Poebene und verläuft durch die Regionen Piemont, Lombardei, Venetien sowie Friaul-Julisch Venetien.
Die A4 lässt sich in drei Abschnitte einteilen:
- Turin – Mailand
- Mailand – Venedig
- Venedig – Sistiana

### Turin–Mailand
Der 125 km lange sechsstreifige Abschnitt zwischen Turin und Mailand gehört zu den ältesten Italiens. Nach dreijähriger Bauzeit wurde er am 25. Oktober 1932 eröffnet.
Die A4 beginnt im Nordosten der Stadt Turin, der Hauptstadt der Region Piemont. Hier besteht Anschluss mit der A55 sowie mit der A5. Die Benutzung vom Autobahnanfang bei Turin bis zur Anschlussstelle Rondissone (Länge: 24 km) ist kostenlos.
Die A4 führt nordöstlich vorbei an den Orten Chivasso und Santhià bis nach Novara. Bei Santhià kreuzen sich die beiden Autobahnverzweigungen A4/A5 sowie A4/A26, die die A5 bzw. die A26 (Genua–Gravellona Toce) mit der A4 verbinden. Westlich von Novara kreuzt sich die A4 mit der Autobahn A26.
Hier ändert sie ihre Verlaufsrichtung nach Osten und erreicht lombardisches Gebiet. Die Grenze zwischen dem Piemont und der Lombardei bildet der Ticino.
Die Autobahn erreicht die Hauptstadt der Region Lombardei, Mailand. Der 4 km lange Abschnitt zwischen Ghisolfa und Certosa vor den Toren Mailands ist chronisch überlastet. Dies liegt in erster Linie daran, dass dort die Verkehrsströme aus dem Süden (A1), dem Norden (A8/A9) und der Stadt selbst aufeinandertreffen.
Zwischen der  Mautstelle Milano Ghisolfa und Milano Est ist die Autobahn mautfrei. Hier kreuzt sie die A50 (Westtangente Mailand) und die A8.

### Mailand–Venedig
Dieser Abschnitt schließt nahtlos an den ersten bei der Mautstelle Milano Est an. Im Stadtgebiet Mailands  kreuzt sie die Autobahnen A52 (Nordtangente Mailand) und die A51 (Osttangente Mailand).
Die Autobahn führt ostwärts vorbei an den  Ortschaften Sesto San Giovanni, Cormano sowie nahe der Stadt Monza bis nach Trezzo sull’Adda, wo die A4 die Adda überquert.
Zwischen Mailand und Bergamo weist die Autobahn acht Fahrstreifen auf (je 4 pro Richtung).
Bei Bergamo verläuft die Autobahn südöstlich nahe dem Lago d’Iseo bis nach Brescia, wo die Autobahn A21 (Turin–Brescia; diese Autobahn verläuft südlicher als die A4) in die A4 einmündet. Zwischen Bergamo und Brescia ist die Autobahn sechsspurig (drei Fahrstreifen pro Richtung) ausgebaut.
In weiterer Folge erreicht sie Desenzano del Garda und verläuft am Südufer des Gardasees. Nach der Anschlussstelle Sirmione erreicht sie venetisches Gebiet. Der 170 km lange Abschnitt zwischen Brescia und Venedig ist sechsspurig ausgebaut.
Östlich der Provinzhauptstadt  Verona kreuzt sie sich mit der Brennerautobahn (A22), die über den Brenner nach Innsbruck sowie in Richtung Süden nach Modena führt. Zwischen Verona und Vicenza weist die Strecke insgesamt sieben Anschlussstellen auf. Südlich der Provinzhauptstadt Vicenza befinden sich die einzigen beiden Tunnel der A4, welche zum Passieren des Weinbaugebiets Colli Berici notwendig sind. Die Autobahn verläuft in diesem Abschnitt weiter ostwärts.
Östlich von Vicenza besteht Anschluss zur A31, die nach Piovene Rocchette führt. Der weitere Verlauf zwischen Vicenza und  Padua verläuft wieder durch flaches Land. Bei Padua kreuzt sich die A4 mit der A13 (Padua–Bologna).

#### Umfahrung Venedigs
Bei der Ortschaft Dolo wendet sich die Autobahn nordwärts. Die A4 ist hier Bestandteil der Passante di Mestre.
Eine Streckenführung um Venedig herum nennt sich Tangenziale di Mestre. Der Begriff „Tangenziale“ impliziert, dass die Stadt „berührt“ wird, ähnlich wie eine Tangente einen Kreis berührt; Mestre ist ein Stadtteil Venedigs. Auf dieser Umfahrung befinden sich mehrere Anschlussstellen, u. a. zum Flughafen und zur A27 (Mestre–Belluno).
Da dieser Abschnitt ein sehr hohes Verkehrsaufkommen zu bewältigen hat, wurde 2004 mit dem Bau einer 32 km langen Ausweichstrecke begonnen, die jetzt Teil der A4 ist. Die Übergabe an den Verkehr erfolgte am 8. Februar 2009.
Die Strecke wird durch die CAV S.p.A (Concessioni Autostradali Venete) verwaltet, die zu 50 % der ANAS und 50 % der Region Venetien gehört. Die Passante di Mestre ist sechsstreifig ausgebaut und mit Standstreifen versehen. Entlang des Verlaufes besitzt die Passante die Anschlussstellen  Preganziol (eröffnet am 18. Februar 2009), Spinea (eröffnet am 15. Juli 2009) und Martellago-Scorzè (eröffnet am 1. April 2015). Der Knoten mit der A27 wurde am 24. Mai 2009 eröffnet. Die Strecke wird in 9 Abschnitten in Gräben sowie über 8 Unterführungen und 4 Brücken geführt.

_ Tangente (A57); A27 _ Passante (A4) _ übrige A4 bzw. A27
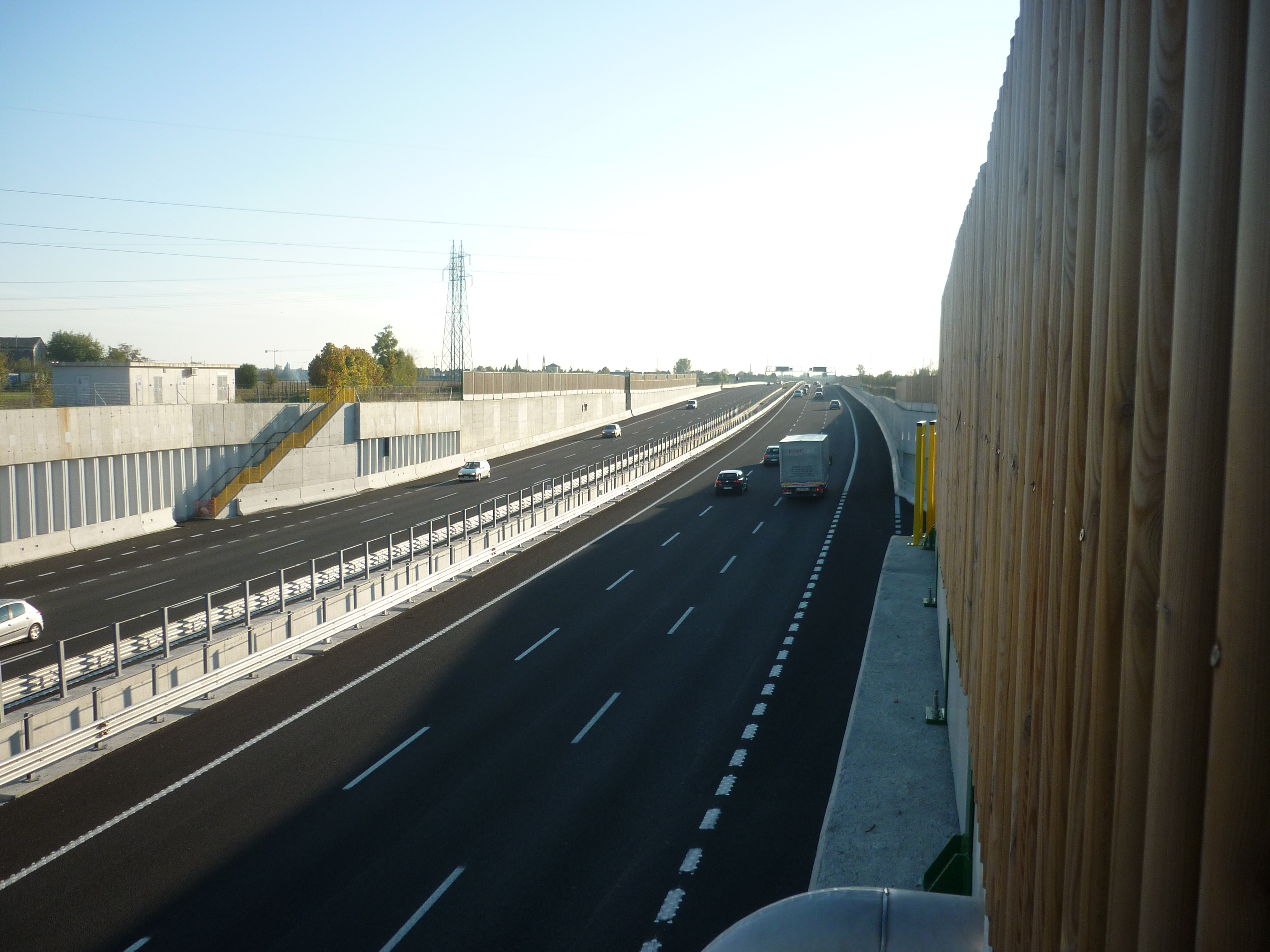
Passante di Mestre
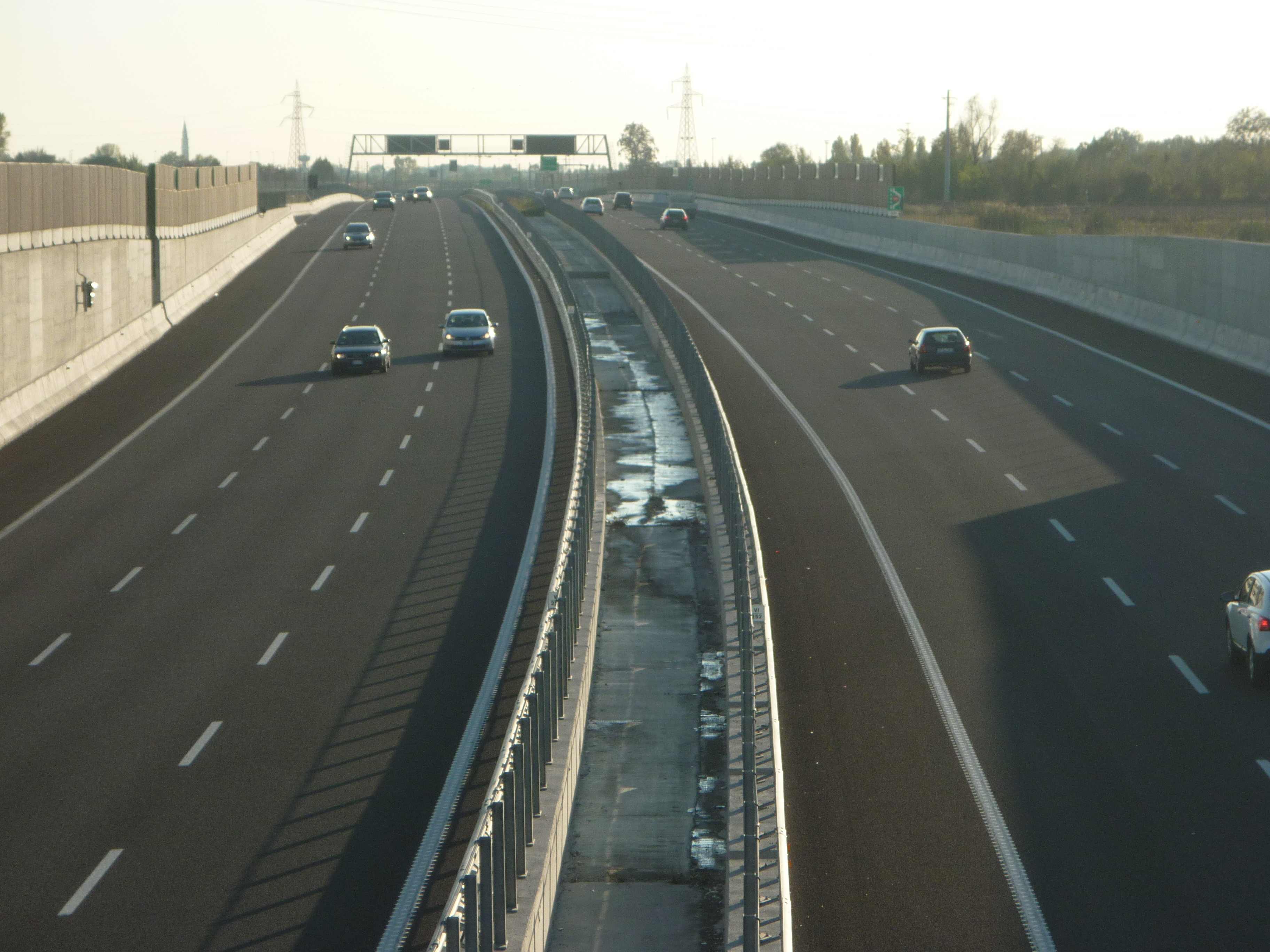
Sechsspuriger Ausbau der Passante di Mestre

Der ehemalige Abschnitt der A4, die Tangenziale di Mestre, ist nun als A57 klassifiziert. Die A4 war in diesem Bereich durch die Mautstellen Venezia/Est und Venezia/Mestre unterbrochen und daher mautfrei. Seit der Eröffnung der Passante ist sie von Triest bis nach Mailand durchgehend mautpflichtig.
Die Passante di Mestre ist Teil eines Infrastrukturprojektes zur Lösung des Verkehrsproblemes an der Tangenziale di Mestre.
→ für weitere Details siehe hier

### Venedig–Sistiana

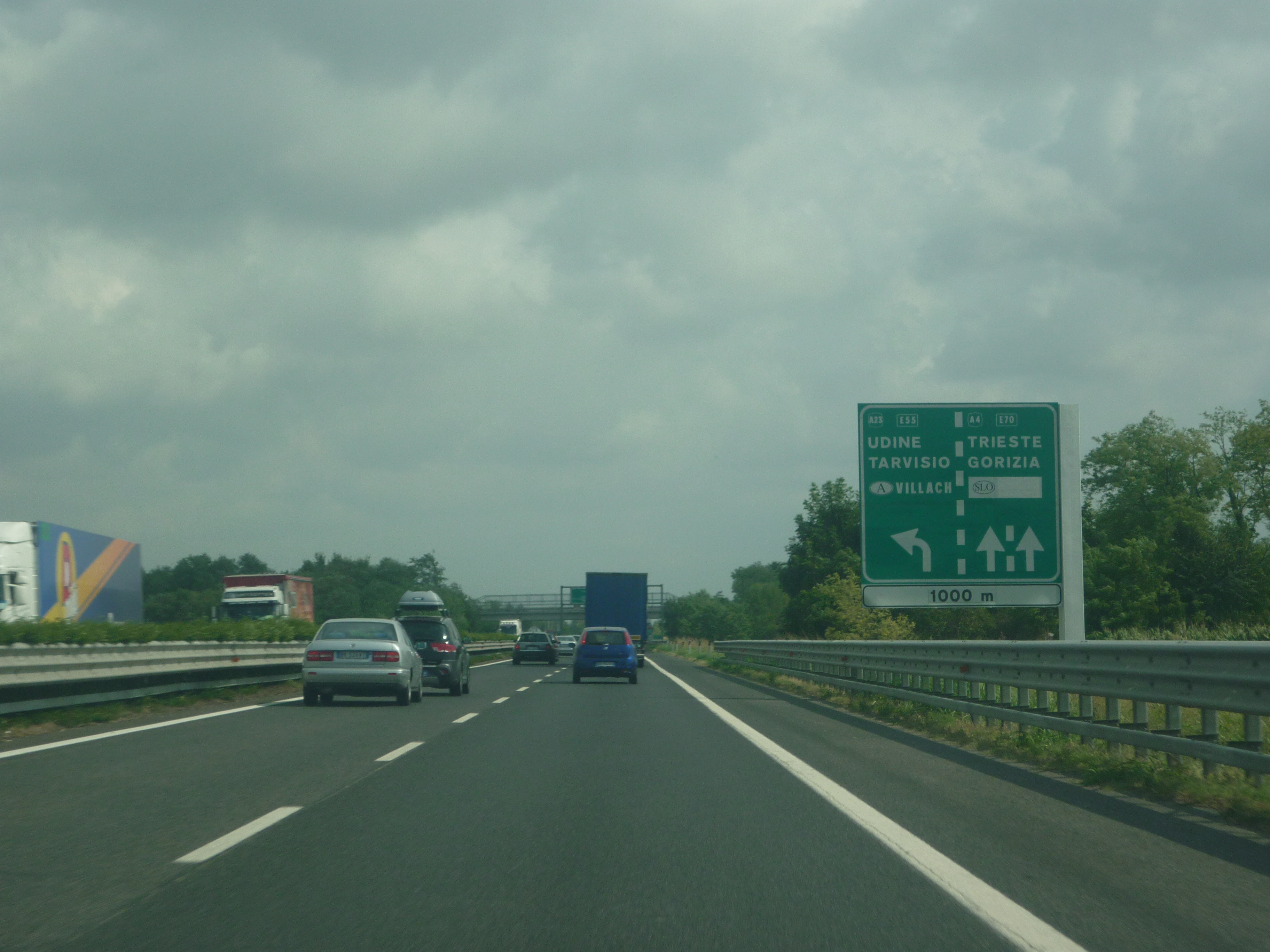
Knoten zwischen der A23 und der A4

Dieser ca. 120 km lange Abschnitt ist vierspurig (2 Fahrstreifen pro Richtung) mit Standstreifen ausgebaut. Nur die Brücke über den Tagliamento ist ohne Standstreifen. Die Strecke liegt zu 60 km in Venetien. Hier beginnt  dieser Streckenabschnitt der A4 bei  Quarto d’Altino (Einmündung der A57). Die Autobahn verläuft leicht nordöstlich und weist die Anschlussstellen San Donà di Piave, Cessalto, San Stino di Livenza sowie Portogruaro auf. Die Strecke durchquert die Provinz Venedig und die  Flüsse Livenza und  Piave. Bei Portogruaro zweigt die A28 nach Conegliano ab.
Der Tagliamento bildet die Grenze zwischen Venetien und Friaul Julisch Venetien. Die Anschlussstelle Latisana-Lignano befindet sich nur 1 km von der Regionsgrenze entfernt. Da die bisherige Mautstation im Sommer aufgrund von Touristenverkehr chronisch überlastet war und Rückstaus von ca. 20 km auf der A4 keine Seltenheit waren, wurde eine neue Mautstelle ca. 1 km ostwärts im Jahr 2009 errichtet. Die Kosten betrugen 50 Millionen Euro. Die neue Mautstelle wurde am 12. Juni 2009 eröffnet.
Nach Passieren der Anschlussstelle San Giorgio di Nogaro-Porpetto erreicht die Autobahn den Knoten mit der A23, die nach Tarvisio (UD) sowie nach  Villach (Österreich) führt. Hier ändert die Autobahn ihre Richtung und verläuft nun südöstlich vorbei an Palmanova. Bei Villesse überquert sie den Isonzo. Hier zweigt die A34, die die Stadt Gorizia sowie die slowenische H4 mit dem italienischen Autobahnnetz verbindet, ab.
In den letzten 20 Kilometern erreicht die A4 den Karst und damit hügeligeres Gebiet. Dabei führt sie an der Industrie- und Hafenstadt Monfalcone vorbei und folgt anschließend der Küste des Adriatischen Meeres. Nahe der Ortschaft Sistiana liegt der Endpunkt der A4. Sie geht hier nach der Mautstelle Trieste/Lisert in den RA13 über, der nach Triest und darüber hinaus nach Slowenien zum Adriahafen Koper führt.

## Geschichte
Die A4 ist eine der ältesten Autobahnen Italiens. Bereits in den 1930er Jahren wurden Teilabschnitte der heutigen A4 errichtet. Die A4 ist seit 1972 auf ihrer gesamten Länge fertiggestellt.

### Vor dem Zweiten Weltkrieg
Der Bau der Autobahn vor dem Zweiten Weltkrieg geschah auf Initiative der Faschisten unter Benito Mussolini, die den Autobahnbau für ihre Propagandazwecke nutzten. Dabei war weniger die Errichtung eines Gesamt-Autobahnnetzes ausschlaggebend, sondern man wollte die einzelnen Städte besser miteinander verbinden. Daher wurden viele Teilabschnitte zwischen zwei Städten (zum Beispiel zwischen Padua und Venedig errichtet), jedoch von einer zusammenhängenden Autobahn war noch nicht zu sprechen. Eine Ausnahme bildete die Autostrada Pedemontana (Autobahn am Fuße der Berge), die von Turin über Mailand bis nach Brescia durchgehend verlief und die gleiche Trasse wie die heutige A4 benutzte. Sie wurde 1932 eröffnet. Zwischen Turin und Mailand wurde sie als Nr. 1 bezeichnet, von Mailand bis nach Bergamo als Nr. 3 und von Bergamo bis nach Brescia als Nr. 4.
Finanziert wurden alle Autobahnprojekte der A4 von privaten Autobahngesellschaften, für deren Verbindlichkeiten der Staat Bürgschaften übernahm.
Der erste Abschnitt der heutigen A4 wurde zwischen Mailand und Bergamo bereits am 24. September 1927 für den Verkehr freigegeben. Dieser 48,6 km lange Abschnitt wurde von der Bergamasca per la Costruzione a l’Ecercizio, Autovie geplant und in nur einjähriger Bauzeit vollendet. Er verband die Wirtschaftszentren Bergamo und Mailand miteinander.
1931 folgte der Abschnitt von Bergamo bis nach Brescia, an dem ebenfalls ein Jahr gebaut wurde. Diese 45,6 km lange Strecke wurde am 29. August 1931 eröffnet. Am 25. Oktober 1932 wurde schließlich der 129 km lange Abschnitt zwischen Turin und Mailand nach nur einem Jahr Bauzeit eröffnet. Die Gesellschaft Autostrada Torino-Milano war für diesen Abschnitt zuständig. Diese unterstand dem Fiat-Konzern, der die Finanzierung sicherte.
Zwischen 1929 und 1933 wurde auch der Autobahnabschnitt zwischen Venedig und Padua gebaut. Zuständig für den Bau war die Società delle Autostrade di Venezia e Padova. Der 24,6 km lange Abschnitt wurde am 15. Oktober 1933 eröffnet. Dieser Abschnitt trug die Nummer 5.

### Nachkriegszeit
Nach dem Zweiten Weltkrieg wurde der Autobahnbau erst wieder Anfang der 1960er Jahre aufgenommen. 1962 wurde der Abschnitt zwischen Brescia und Padua vollendet, am 22. Februar 1970 wurde die Strecke zwischen  Mestre und Sistiana eröffnet. Die Tangente von Mestre (heute A57) wurde als letzter Abschnitt der A4 am 3. September 1972 eröffnet.

## Verwaltung

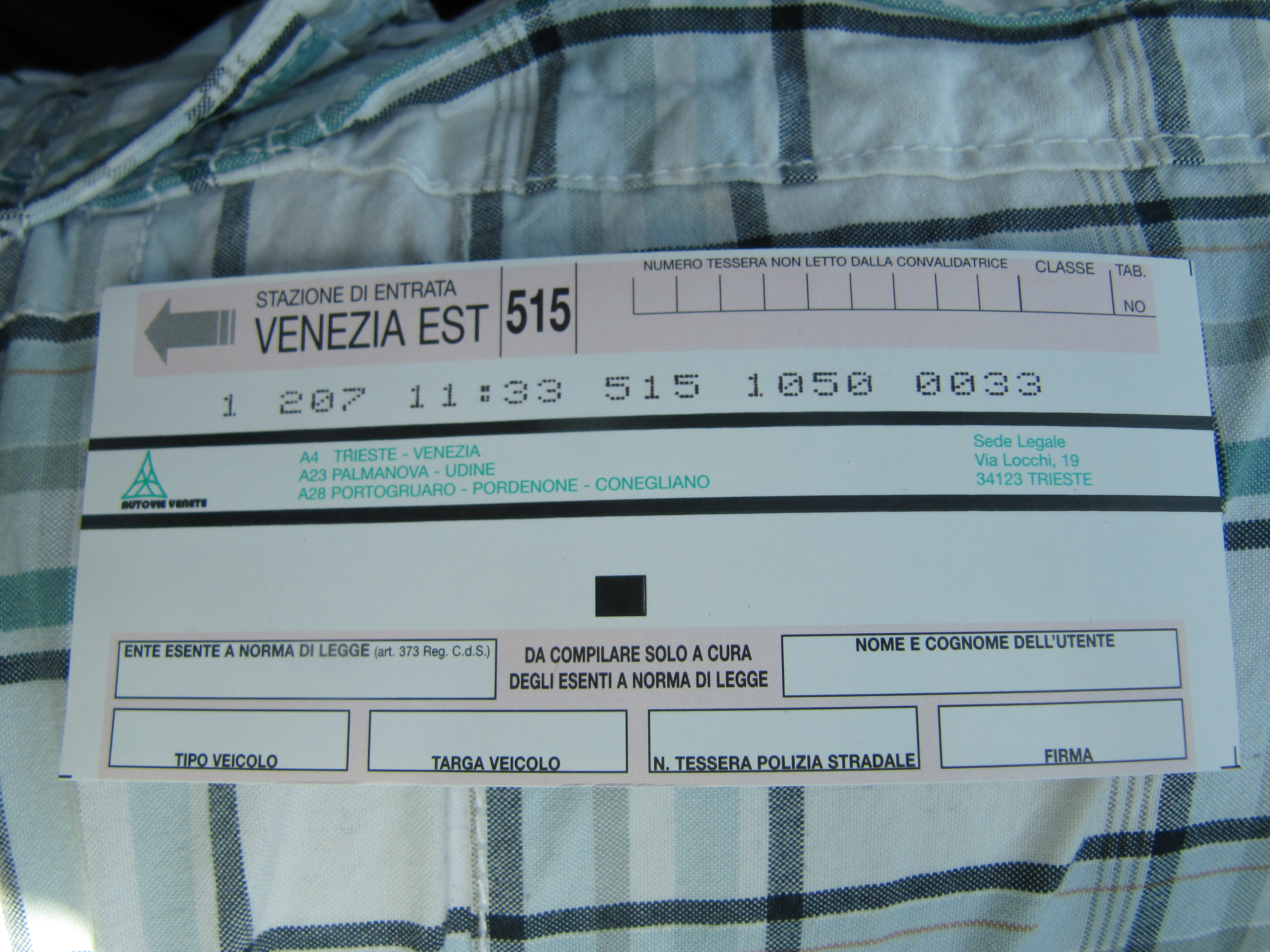
Mautticket, das man bei Einfahrt auf die A4 erhält

Die gesamte Trasse wird von verschiedenen Betreibergesellschaften verwaltet. Diese sind im Einzelnen:
- Von der SATAP S.p.A. (Società Autostrada Torino–Alessandria–Piacenza S.p.A.) zwischen den Beginn der A4 und Kilometer 125 bei Mailand,
- von der Autostrade per l’Italia S.p.A. zwischen Kilometer 125 und 217,6 bei der Abzweigung der A21 bei Brescia
- von Brescia bis nach Padua/Est (zwischen Kilometer 217,6 und  363,6) von der Autostrada Brescia–Verona–Vicenza–Padova
- von der Concessioni Autostradali Venete (CAV)  von Kilometer 363,724 bis zur östlichen Einmündung der A57
- und von der Società Autostrade Alto Adriatico zwischen Kilometer 406,7 und dem Ende bei Sistiana (Kilometer 522,3).

## Kilometrierung und Maut
Im Gegensatz zu den anderen langen Autobahnen des Landes war die A4 lange Zeit keine durchgehende Autobahn. Die Autobahn war bei Mailand und Venedig unterbrochen. Hier begann auch die Kilometrierung jeweils von vorne. Mittlerweile besitzt die komplette Strecke der A4 eine durchgehende Kilometrierung.
Des Weiteren ist die Autobahn nicht überall mautpflichtig. Während auch heute noch im Stadtgebiet von Mailand ein Teil der Autobahn mautfrei ist, war die A4 bei Venedig bis 2009 ebenfalls mautfrei. Durch die Errichtung der Passante di Mestre ist sie jedoch nun von Mailand bis nach Sistiana durchgehend mautpflichtig.

## Bauprojekte an der A4
An der A4 sind momentan mehrere Bauprojekte geplant, das wichtigste ist der sechsspurige Ausbau zwischen Venedig und Gorizia.

### Sechsspuriger Ausbau Venedig-Gorizia

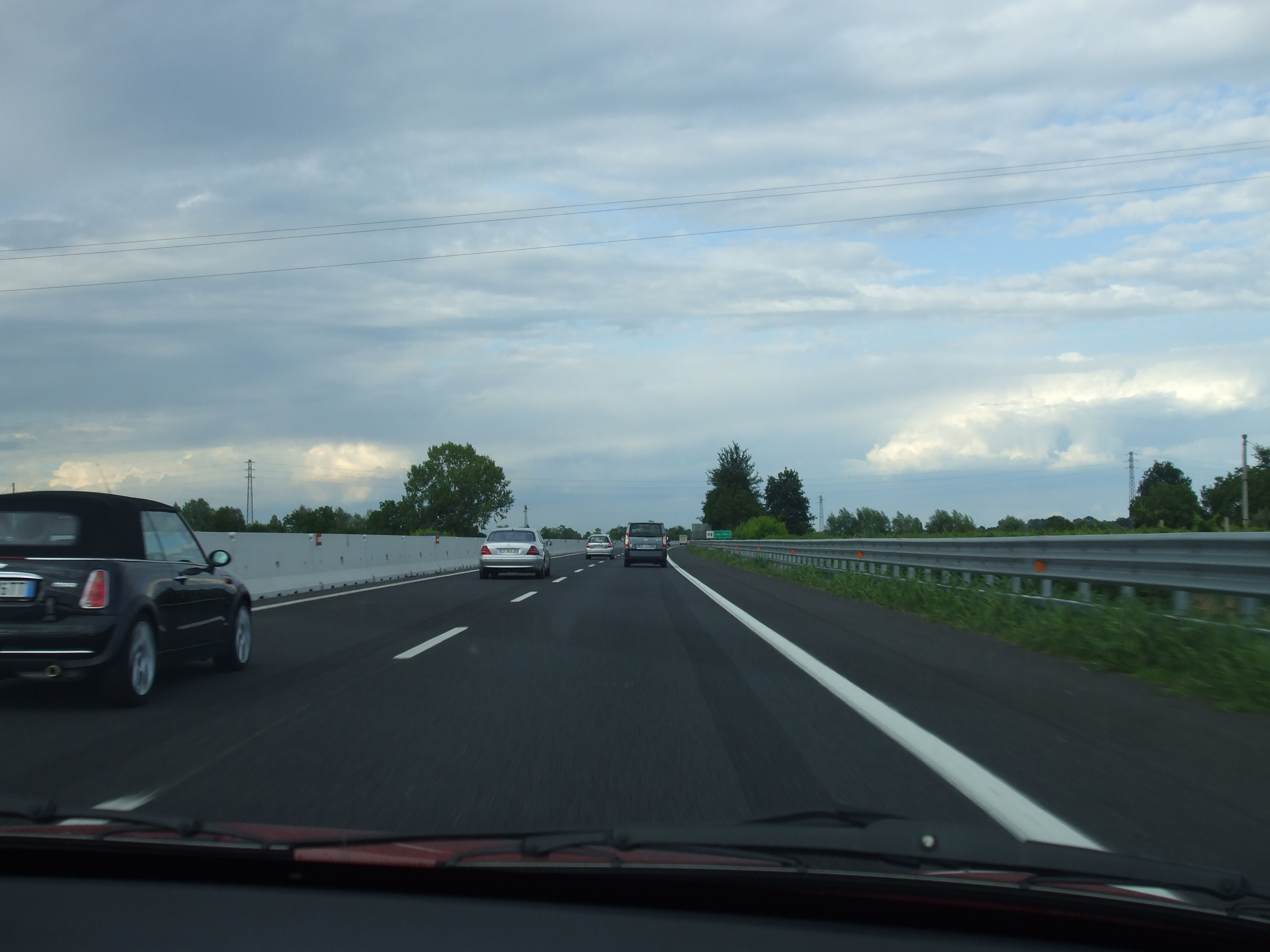
Die derzeit vierspurig (2 Fahrstreifen pro Richtung) ausgebaute A4 bei San Dona di Piave, hier erfolgt in den nächsten Jahren der sechsspurige Ausbau

Aufgrund des enormen Verkehrsaufkommens in diesem Abschnitt ist  der sechsspurige Ausbau zwischen der Einmündung der A57 und der Abzweigung des RA17 nach Gorizia geplant. Der RA17 wurde zu einer Autobahn ausgebaut und trägt seit Herbst 2013 den Namen Autobahn A34.
Finanziert wird dieses Projekt auch mit 1 Milliarde Euro durch die Europäische Investitionsbank. Die Gesamtkosten betragen 2,3 Milliarden Euro.
Die A4 ist in 4 Baulose eingeteilt, die Bauarbeiten haben auf einzelnen Teilen der Strecke bereits begonnen. Zeitgleich mit den Bauarbeiten an der A4, wird auch parallel zur Autobahn die neue Schnellfahrstrecke Venedig-Triest errichtet.
Die Bauarbeiten am ersten Abschnitt zwischen Quarto d’Altino und San Donà di Piave hätten ursprünglich bereits 2010 beginnen sollen, der Beginn hat sich jedoch auf den 25. November 2011 verzögert. Am 17. November 2014 wurden die  Bauarbeiten abgeschlossen. Die Baukosten betragen 448 Millionen Euro für 18,55 km. Bei Meolo soll bis 2013 eine neue Mautstelle errichtet werden, welche 15 Spuren haben wird, 9 Ausfahrten, 4 Einfahrten und 2 Sonderfahrspuren für Lastkraftwagen.
Der Abschnitt zwischen San Donà di Piave und Alvisopoli mit einer Länge von 35 km, befindet sich derzeit nicht im Ausbau. In Alvispoli, nahe der Grenze zu Friaul-Julisch Venetien, soll eine neue Anschlussstelle errichtet werden. Damit soll die Anschlussstelle Latisana entlastet werden, da so der Urlaubsverkehr zum Badeort Bibione bei Alvispoli abzweigt, der nach Lignano bei Latisana.
Die Bauarbeiten zwischen der Brücke über den Tagliamento bei Latisana und Gonars (Knoten A23) mit einer Gesamtlänge von 24 km sollten 2014 abgeschlossen sein, bis heute ist jedoch kein Baustart erfolgt. Und auch der  letzte Abschnitt zwischen Gonars und Villesse (Knoten RA17-A34) sollte ursprünglich 2014 sechsspurig ausgebaut werden. Ursprünglich sollte die A4 in diesem Abschnitt 2015 durchgehend sechsspurig befahrbar sein.
Im Dezember 2011 gab es für die weiteren Ausbaupläne grünes Licht vom Verkehrsminister Corrado Passera sowie vom italienischen Ministerpräsidenten Mario Monti.
Derzeit finden jedoch zwischen San Dona di Piave und Villesse keine Bauarbeiten start. 2012 und 2013 gab es Finanzierungsprobleme rund um ein Konsortium mit 8 Banken, das den Weiterbau sichern soll.
Im Januar 2013 wurde bekannt, dass ein Kredit von 1,2 Milliarden bereitgestellt sei, jedoch ist die Finanzierung aufgrund der derzeitigen schwierigen Verhältnisse am Bankensektor nicht gesichert. Der Präsident der ehemaligen Betreibergesellschaft Autovie Venete äußerte sich im Februar 2013 skeptisch zu einer erfolgreichen Finanzierung. Vor 2017 wird die A4 in diesem Abschnitt voraussichtlich nicht dreispurig ausgebaut sein.
Außerdem wurde die A34 zur Autobahn ausgebaut, so dass eine leistungsfähige Verbindung nach Laibach in Slowenien entsteht.

### Ausbau der Mautstelle Trieste/Lisert
Momentan wird der Ausbau der Mautstelle Trieste/Lisert (bei Sistiana) geprüft. Hier kommt es immer häufiger zu Verkehrsstau, da sich der Anteil an LKWs zwischen 2005 und 2008 um 40 % erhöht hat. Derzeit ist die Mautstation mit vier Pisten (Einfahrt) und sieben (Ausfahrt) ausgestattet.

## Östlicher Zubringer Chivasso
Anfang der neunziger Jahre des 20. Jahrhunderts, im Rahmen der Sanierung der Autobahn Turin-Mailand, erhielt der SATAP-Betreiber den Auftrag zur Modernisierung der ehemaligen SP91, welche den Verkehr von der östlichen Umgebung von Chivasso auf die Autobahn leitete. Die Betreibergesellschaft integrierte dieses Teilstück in sein Autobahnsystem und stufte es als Erweiterung der Ausfahrt Chivasso est ein.
Dieser Zubringer ist fünf Kilometer lang, hat eine einzige Anschlussstelle und ist auf den Tafeln, die die Autobahnnummern kennzeichnen, als A4 angegeben, da dies die Autobahn ist, von der er abhängt.

## Anbindung Latisana
Anlässlich der Eröffnung der neuen Mautstelle Latisana im Jahr 2010 wurde diese kurze Verbindungsstraße eröffnet, die die Anschlussstelle selbst mit der SS 14 verbindet. Sie ist insgesamt 2,6 km lang, aber nur von Kilometer 0 bis 1,5 km als Autobahn klassifiziert. Der gesamte Abschmitt weist eine Anschlussstelle bei km 1,6 für die SP75 auf.

## Verzweigungen

A 4 / A 5

A 4 / A 26

In der Nähe der piemontesischen Stadt Santhià verzweigt die A4, um einen Anschluss an die Autobahnen A5 (Turin–Aosta–Mont Blanc (Frankreich)) und A26 (Genua Voltri – Gravellona Toce) zu ermöglichen. Diese Verzweigung heißt im Italienischen Diramazione (Plural: Diramazioni) und wird üblicherweise mit „dir“ abgekürzt.

### Diramazione Ivrea–Santhià
Die Autobahn A4/A5 Verzweigung Ivrea–Santhià (ital.: Autostrada A4/A5 Diramazione Ivrea–Santhià) zweigt bei Santhià in westlicher Richtung von der A4 ab und mündet bei Ivrea (genauer gesagt bei Pavone Canavese) in die A5. Auf dieser knapp 24 km langen Verbindungsautobahn existiert nur eine Anschlussstelle bei Albiano d’Ivrea. Ursprünglich wurde die Bezeichnung A18 für diese Trasse gewählt, später jedoch auf Grund der geringen Länge wieder zurückgenommen. Die A18 verläuft heutzutage zwischen Messina und Catania auf Sizilien.

### Diramazione Stroppiana–Santhià
Die Autobahn A4/A26 Verzweigung Stroppiana–Santhià (ital.: Autostrada A4/A26 Diramazione Stroppiana–Santhià) zweigt bei Santhià in östlicher Richtung von der A4 ab und mündet bei Stroppiana in die A26. Diese Verbindung ist rund 30 km lang und weist mit „Vercelli-Ovest“ ebenfalls nur eine Ausfahrt auf.